# Antonio Mirante
Pour les articles homonymes, voir Mirante.
Antonio Mirante, né le 8 juillet 1983 à Castellammare di Stabia, est un footballeur italien qui évolue au poste de gardien de but

## Carrière

### Club

#### Juventus FC
Ayant commencé le football dans le club de Sorrente, il est acheté par la Juventus de Turin en janvier 2000, il deviendra professionnel dans l'équipe première lors de la saison 2003-2004, mais ne jouera aucun match.

Il est prêté la saison suivante à Crotone en Serie B où il fera 41 apparitions et encaissera 43 buts. Il revient à la Juve en été 2004 mais sera une nouvelle fois prêté pour la saison 2005-2006, cette fois si à l'AC Sienne en Serie A. Il fait ses débuts en 1re division le 28 août 2005 contre Cagliari, le match fut remporté 2-1 par Sienne. Il ne fera que 26 apparitions avec Sienne et encaissera pas moins de 43 buts.

Il revient à la Juve en été 2006, et sera, pour la saison 2006-2007, la doublure de Gianluigi Buffon dans les cages de la Juventus. Il fait ses débuts dans le club le 18 novembre 2006 contre l'UC AlbinoLeffe, où il rentre en cours de jeu à la suite de l'expulsion de Buffon, le match finira sur un nul un partout. Il sera champion d'Italie après seulement 7 matchs joués sous les couleurs bianconere.

#### UC Sampdoria
En été 2007, il sera finalement prêté à la Sampdoria avec option d’achat. Il fait ses débuts avec la Samp le 26 août 2007 contre son ancien club, l'AC Sienne, mais son équipe gagne le match 2-1. Quatre jours après, il fait ses débuts sur la scène européenne, en coupe de l'UEFA face à Hajduk Split, le match se finit sur un nul, un partout. Au premier tour, lui et Luca Castellazzi alterneront leur place lors des matchs, mais au second tour, il sera le gardien titulaire grâce à une blessure de l'épaule de Castellazzi. Il aura joué que 13 fois à la fin du prêt, mais sera acheté par le club lors de l'été 2008 pour un montant de 1,3 million d'euros. Il débutera titulaire lors de la saison 2008-2009 grâce à Castellazzi toujours blessé. Mais ce dernier reviendra quelques semaines plus tard, et reprendra sa place de titulaire. Le 29 janvier 2009, il est titulaire face à l'Udinese en quarts de finale de la coupe d'Italie, son équipe va aux tirs au but, et il repoussera les tirs de Simone Pepe et Gaetano D'Agostino, pour envoyer son équipe en demi, contre l'Inter. La Samp ira en finale et perdra contre la Lazio. Puis il reviendra sur les terrains le 26 avril 2009 contre Cagliari, le match fini sur un trois partout. En fin de la saison il aura joué 5 fois en championnat, 2 en coupe de l'UEFA et 2 en coupe d'Italie.

#### Parme FC
Le 19 juillet 2009, il part en prêt à Parme pour une saison, alors que Marco Rossi fait le sens inverse. Il impressionne dès son arrivée son entraineur, Francesco Guidolin, et fait des performances très surprenantes, notamment face à la Fiorentina où il fera des misères à Alberto Gilardino, bien qu'il encaissera quand même deux buts, Parme l'emporta 3-2. Le 25 juin 2010, après une saison en prêt à Parme, il signe officiellement, et gratuitement, chez les parmigiani, en échange de Daniele Dessena qui est donné à la Sampdoria.

#### AS Rome
Alors qu'il évoluait à Bologne depuis 2015, Antonio Mirante signe à l'AS Rome le 22 juin 2018 pour un transfert estimé à 4 millions d'euros.

#### AC Milan
Le 13 octobre 2021, libre de tout contrat depuis la fin de son bail avec l'AS Roma cet été, le gardien de 38 ans s'est engagé jusqu'à la fin de la saison 2021-2022 avec AC Milan.
Le 1er juillet 2022, il prolonge d'un an supplémentaire, soit jusqu'à la fin de la saison 2022-2023.

### Équipe nationale d'Italie
Entre 2005 et 2006, il est convoqué 6 fois par Claudio Gentile en équipe d'Italie espoirs mais ne dispute aucun match.
Le 8 août 2010, Cesare Prandelli, sélectionneur de l'équipe d'Italie le convoque pour le match face à la Côte d'Ivoire le 10 août, en remplacement de Federico Marchetti, blessé, en tant que gardien remplaçant. Il est une nouvelle fois appelé le 28 août pour être remplaçant pour les match de qualification pour l'Euro 2012, face à l'Estonie et les Îles Féroé.

## Statistiques
| Saison                | Club                  | Championnat           | Championnat | Championnat | Coupe(s) nationale(s) | Coupe(s) nationale(s) | Supercoupe | Supercoupe | Compétition(s) continentale(s) | Compétition(s) continentale(s) | Compétition(s) continentale(s) | Total | Total |
| Saison                | Club                  | Division              | M.          | B.          | M.                    | B.                    | M.         | B.         | Comp.                          | M.                             | B.                             | M.    | B.    |
| 2006-2007             | Juventus FC           | Serie B               | 7           | 0           | 0                     | 0                     | -          | -          | -                              | -                              | -                              | 7     | 0     |
| Sous-total            | Sous-total            | Sous-total            | 7           | 0           | 0                     | 0                     | -          | -          | -                              | -                              | -                              | 7     | 0     |
| 2004-2005             | FC Crotone (prêt)     | Serie B               | 41          | 0           | 3                     | 0                     | -          | -          | -                              | -                              | -                              | 44    | 0     |
| 2005-2006             | AC Sienne (prêt)      | Serie A               | 26          | 0           | 3                     | 0                     | -          | -          | -                              | -                              | -                              | 29    | 0     |
| Sous-total            | Sous-total            | Sous-total            | 67          | 0           | 6                     | 0                     | -          | -          | -                              | -                              | -                              | 73    | 0     |
| 2007-2008             | UC Sampdoria          | Serie A               | 13          | 0           | 4                     | 0                     | -          | -          | C3                             | 1                              | 0                              | 18    | 0     |
| 2008-2009             | UC Sampdoria          | Serie A               | 9           | 0           | 2                     | 0                     | -          | -          | C3                             | 2                              | 0                              | 13    | 0     |
| Sous-total            | Sous-total            | Sous-total            | 22          | 0           | 6                     | 0                     | -          | -          | -                              | 3                              | 0                              | 31    | 0     |
| 2009-2010             | Parme FC              | Serie A               | 37          | 1           | 0                     | 0                     | -          | -          | -                              | -                              | -                              | 37    | 1     |
| 2010-2011             | Parme FC              | Serie A               | 36          | 0           | 0                     | 0                     | -          | -          | -                              | -                              | -                              | 36    | 0     |
| 2011-2012             | Parme FC              | Serie A               | 29          | 0           | 0                     | 0                     | -          | -          | -                              | -                              | -                              | 29    | 0     |
| 2012-2013             | Parme FC              | Serie A               | 33          | 0           | 0                     | 0                     | -          | -          | -                              | -                              | -                              | 33    | 0     |
| 2013-2014             | Parme FC              | Serie A               | 36          | 1           | 0                     | 0                     | -          | -          | -                              | -                              | -                              | 36    | 1     |
| 2014-2015             | Parme FC              | Serie A               | 33          | 2           | 0                     | 0                     | -          | -          | -                              | -                              | -                              | 33    | 2     |
| Sous-total            | Sous-total            | Sous-total            | 204         | 0           | 4                     | 0                     | -          | -          | -                              | -                              | -                              | 208   | 0     |
| 2015-2016             | Bologne FC            | Serie A               | 33          | 0           | 1                     | 0                     | -          | -          | -                              | -                              | -                              | 34    | 0     |
| 2016-2017             | Bologne FC            | Serie A               | 21          | 0           | 1                     | 0                     | -          | -          | -                              | -                              | -                              | 22    | 0     |
| 2017-2018             | Bologne FC            | Serie A               | 33          | 0           | 1                     | 0                     | -          | -          | -                              | -                              | -                              | 34    | 0     |
| Sous-total            | Sous-total            | Sous-total            | 87          | 0           | 3                     | 0                     | -          | -          | -                              | -                              | -                              | 90    | 0     |
| 2018-2019             | AS Rome               | Serie A               | 11          | 0           | 0                     | 0                     | -          | -          | C1                             | 2                              | 0                              | 13    | 0     |
| 2019-2020             | AS Rome               | Serie A               | 5           | 0           | 0                     | 0                     | -          | -          | C3                             | 2                              | 0                              | 7     | 0     |
| 2020-2021             | AS Rome               | Serie A               | 13          | 0           | 0                     | 0                     | -          | -          | C3                             | 2                              | 0                              | 15    | 0     |
| Sous-total            | Sous-total            | Sous-total            | 29          | 0           | 0                     | 0                     | -          | -          | -                              | 6                              | 0                              | 35    | 0     |
| 2021-2022             | AC Milan              | Serie A               | 0           | 0           | 0                     | 0                     | -          | -          | C1                             | 0                              | 0                              | 0     | 0     |
| 2022-2023             | AC Milan              | Serie A               | 1           | 0           | 0                     | 0                     | 0          | 0          | C1                             | 0                              | 0                              | 1     | 0     |
| 2023-2024             | AC Milan              | Serie A               | 2           | 0           | 1                     | 0                     | -          | -          | C1                             | -                              | -                              | 3     | 0     |
| Sous-total            | Sous-total            | Sous-total            | 3           | 0           | 1                     | 0                     | 0          | 0          | -                              | 0                              | 0                              | 4     | 0     |
| Total sur la carrière | Total sur la carrière | Total sur la carrière | 418         | 0           | 20                    | 0                     | 0          | 0          | -                              | 9                              | 0                              | 447   | 0     |

## Palmarès
- Juventus FC
  - Champion de Serie B en 2007.

●AC Milan
•Champion d'Italie en 2022